# Saltsjöloppet
Saltsjöloppet är en offshore motorbåtstävling i Sverige som genomförts sedan 1999.
Loppet arrangeras av Sportbåtsklubben med start och mål i Dyvik marina i Dyvik, Åkersberga. Loppet löper söderut från Dyvik, vänder runt en av öarna eller ban-markörerna på Trälhavet norr om Vaxholm och återvänder sedan norrut mellan fastlandet och Ljusterö. Banan  korsar färjeleden mellan Roslags-Kulla på fastlandet och Lervik på norra Ljusterö för att sedan fortsätta norrut till sin norra vändpunkt. Saltsjöloppet hålls normalt i början av september varje år och är en av de tre största offshore motorbåtstävlingarna i Sverige tillsammans med Roslagsloppet och Nynäs Offshore Race tidigare i augusti. De snabbare klasserna i dessa lopp håller genomsnittsfarter närmare 90 knop medan 60 till 70 knop är genomsnittsfarter för klasserna med de mindre båtarna.   

## Galleri

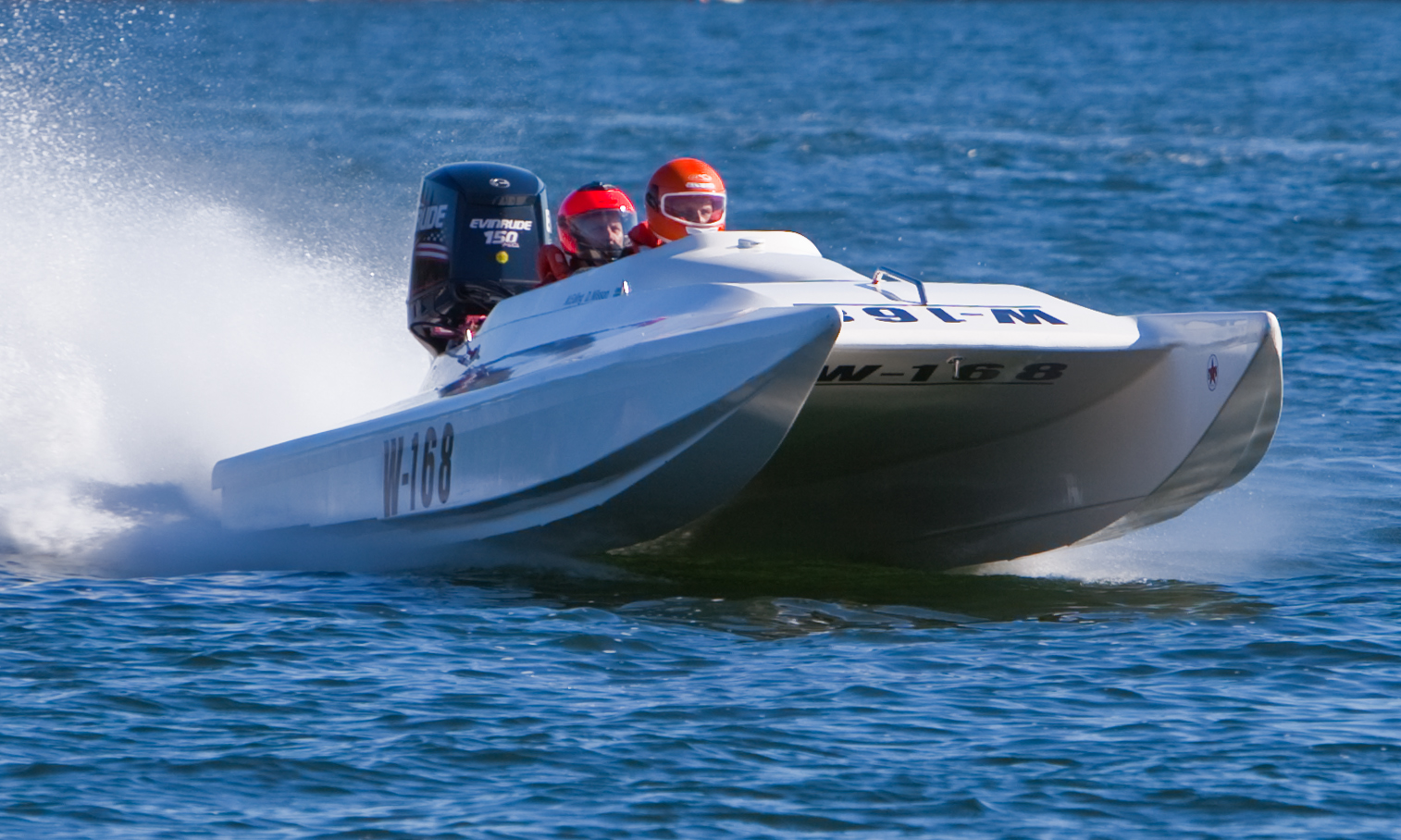
Saltsjöloppet 2011
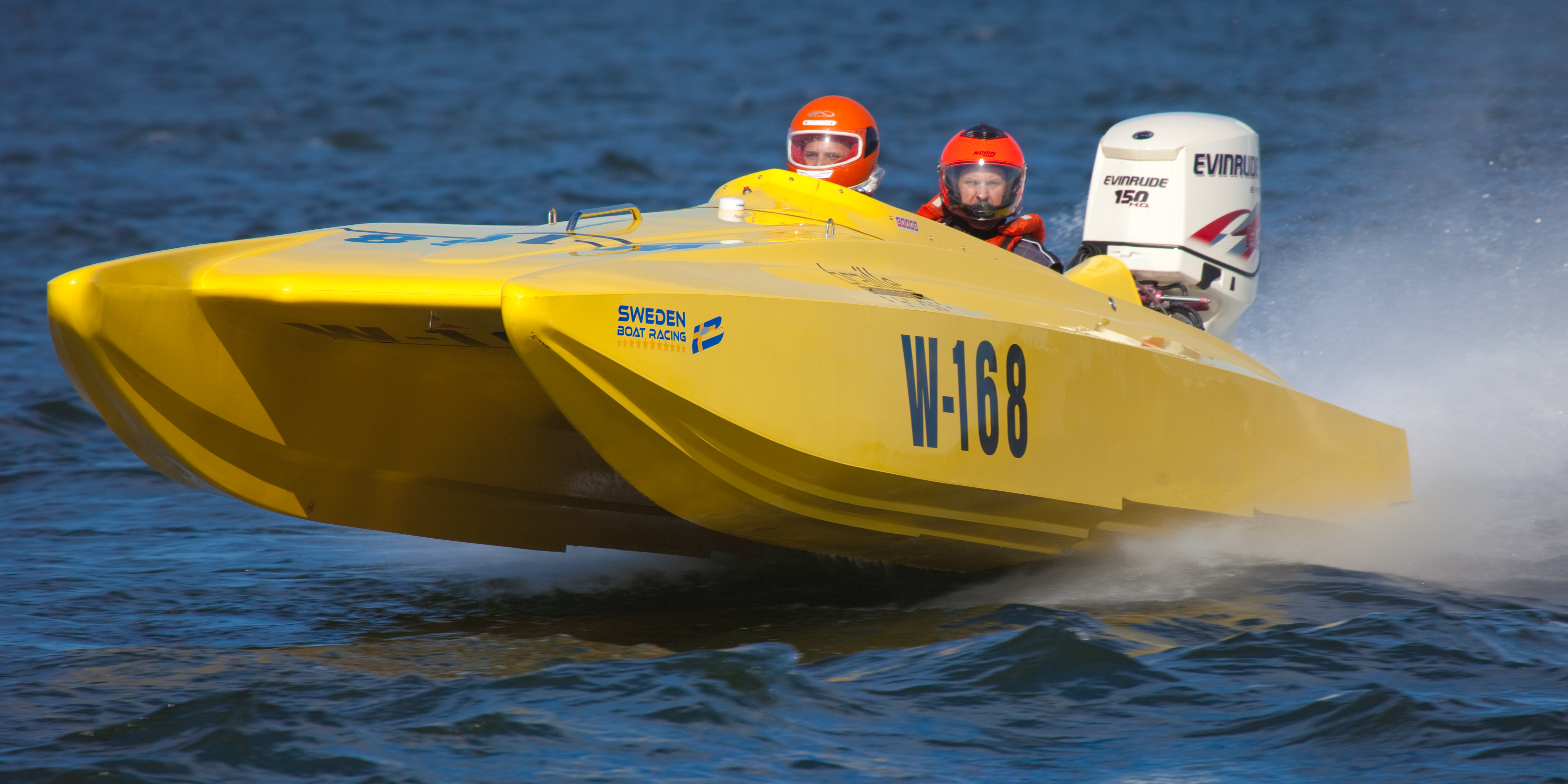
Saltsjöloppet 2012
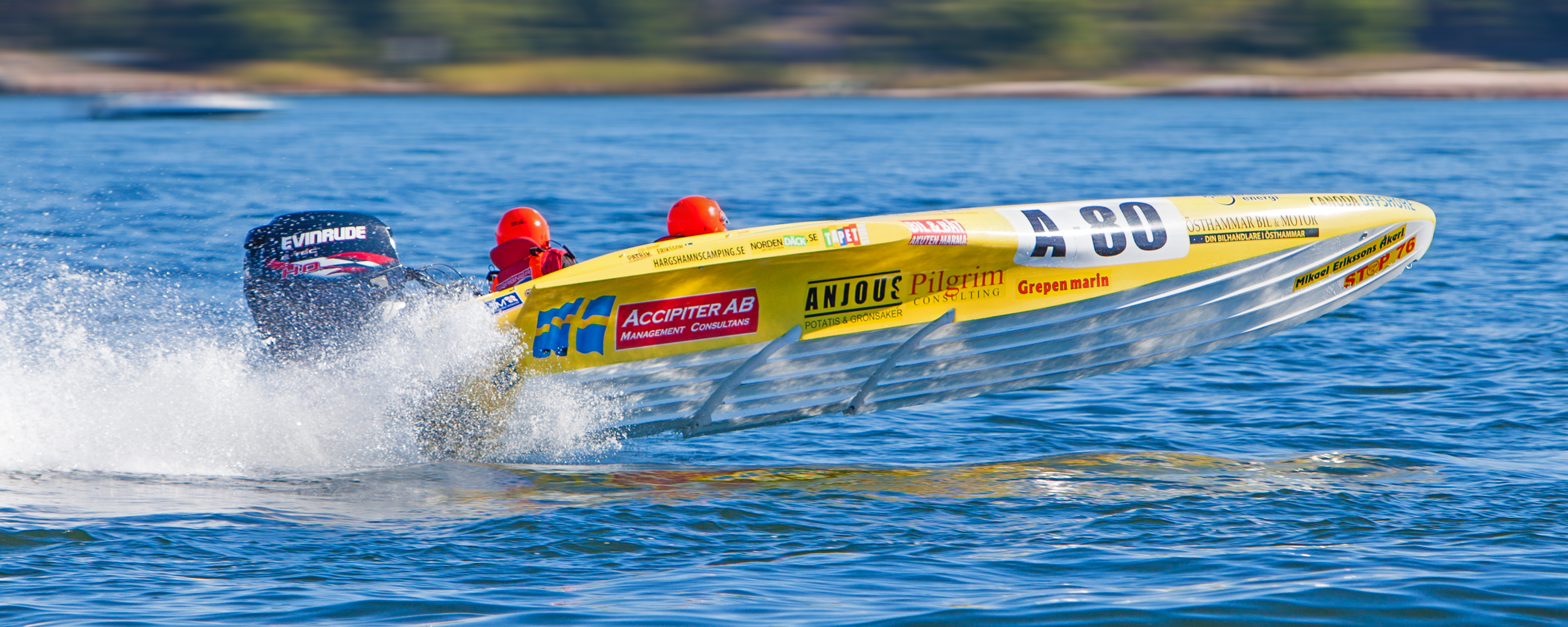
Saltsjöloppet 2013
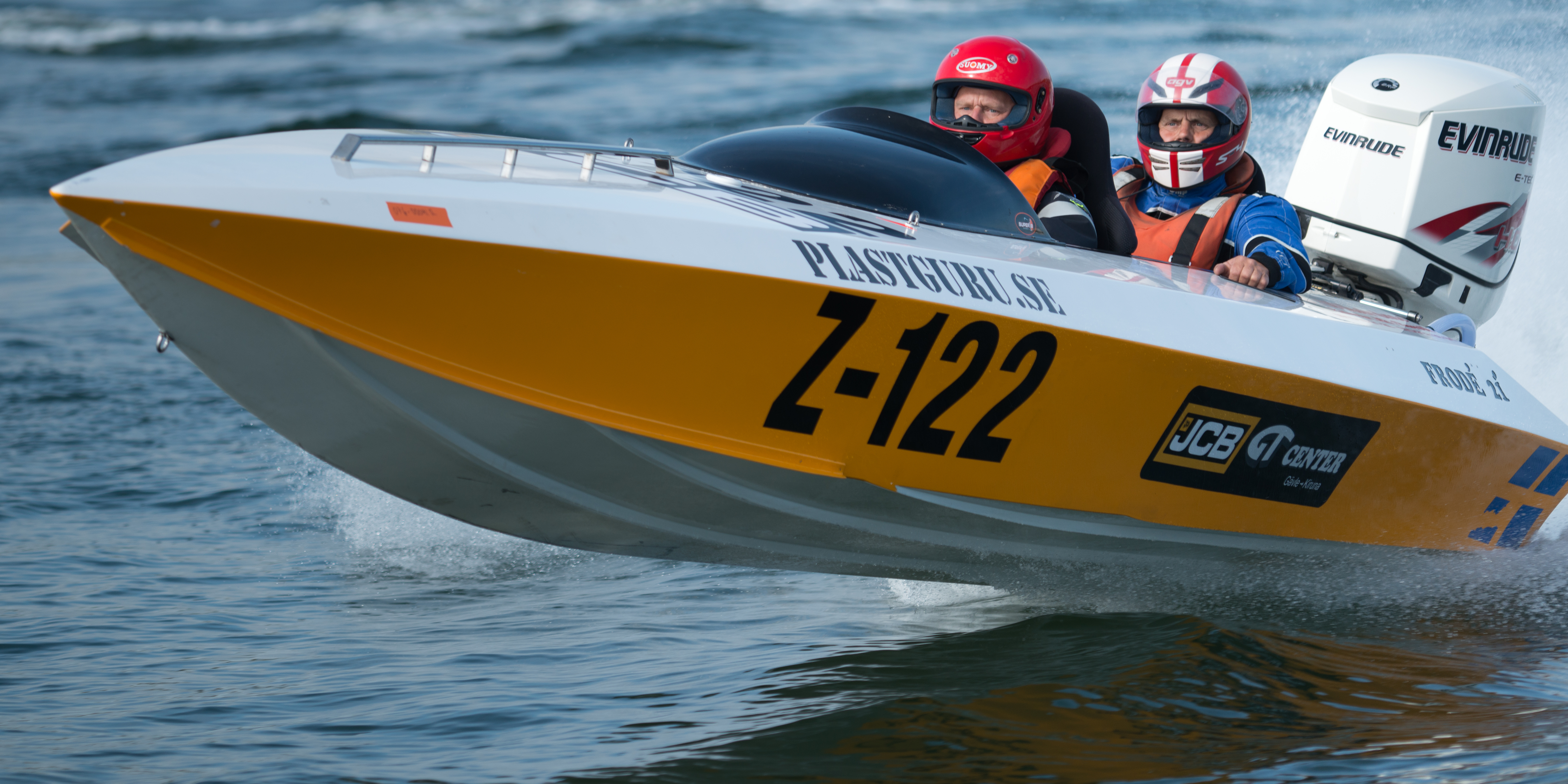
Saltsjöloppet 2014
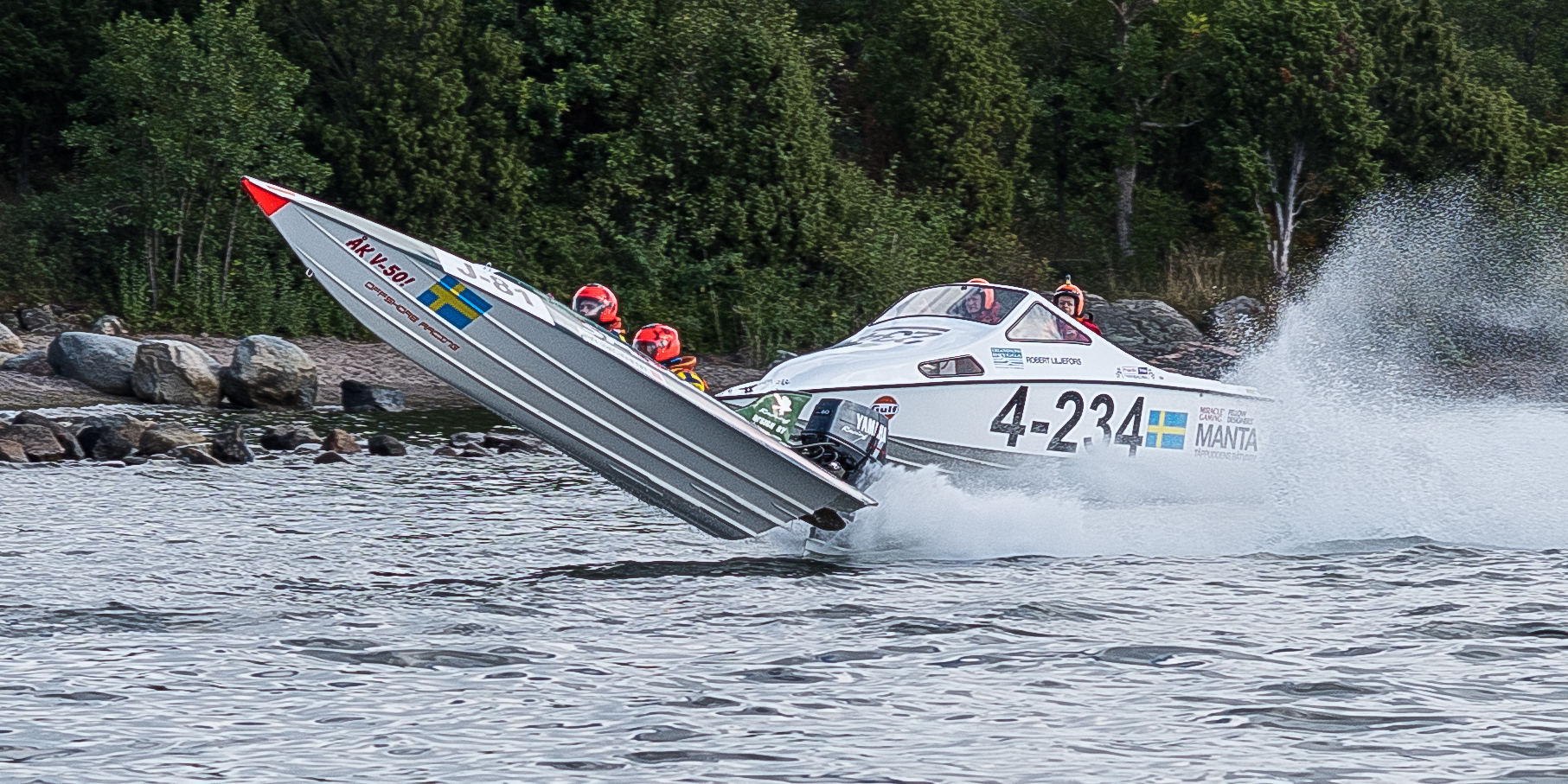
Saltsjöloppet 2015
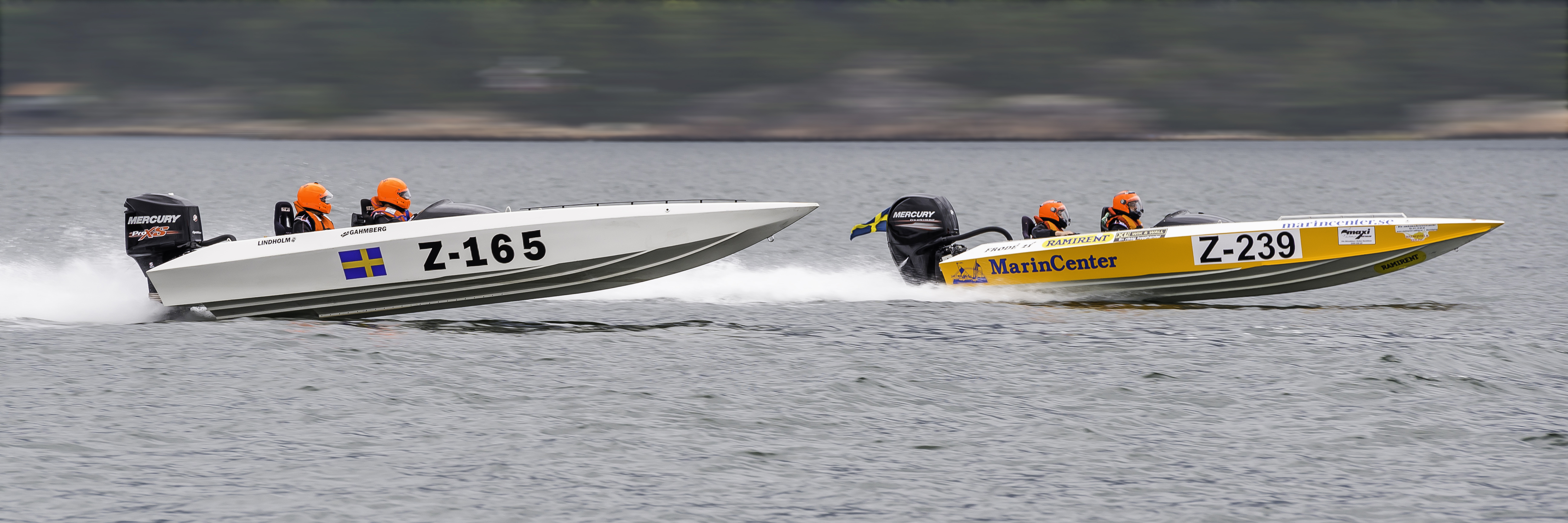
Saltsjöloppet 2016
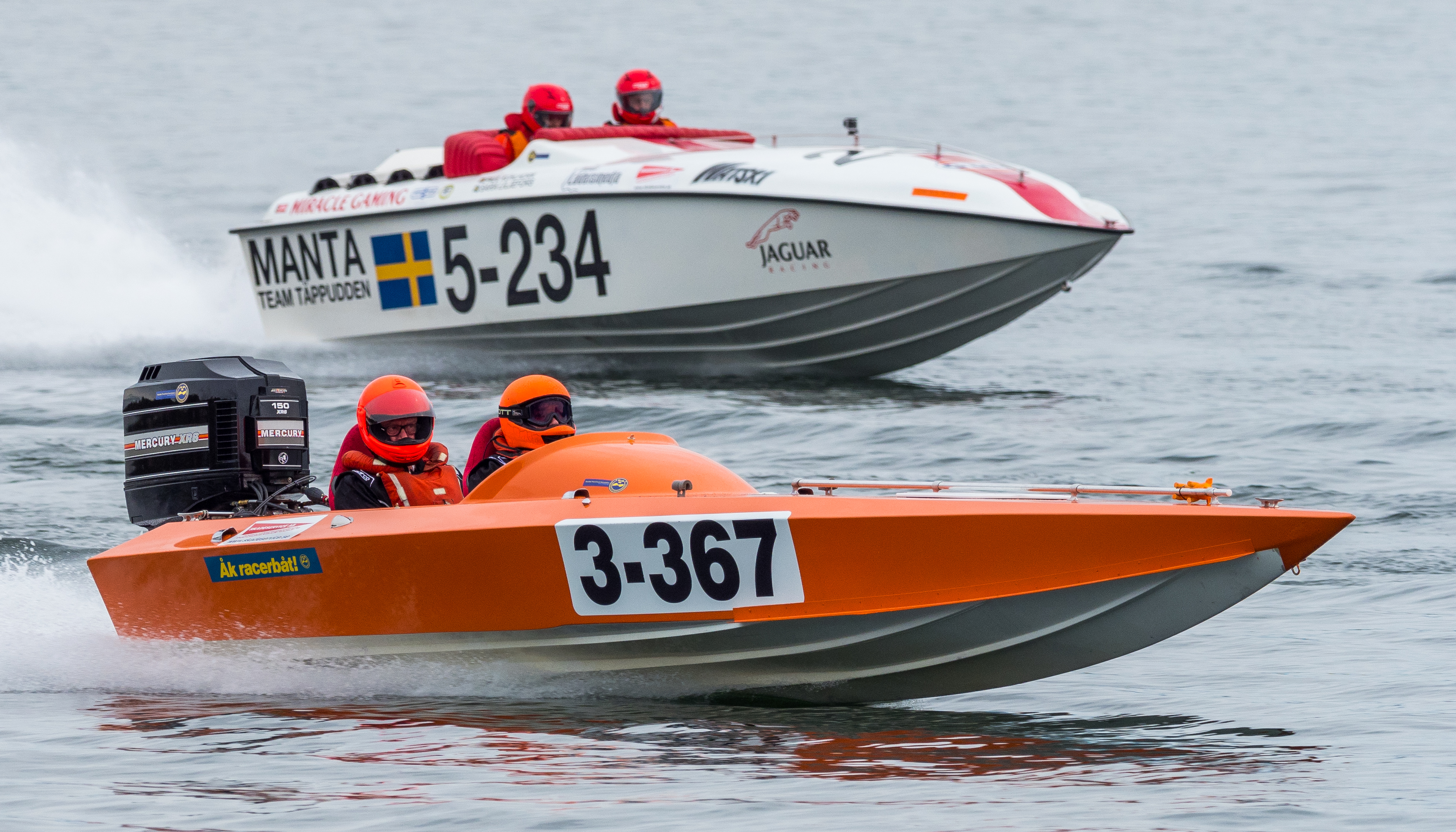
Saltsjöloppet 2017
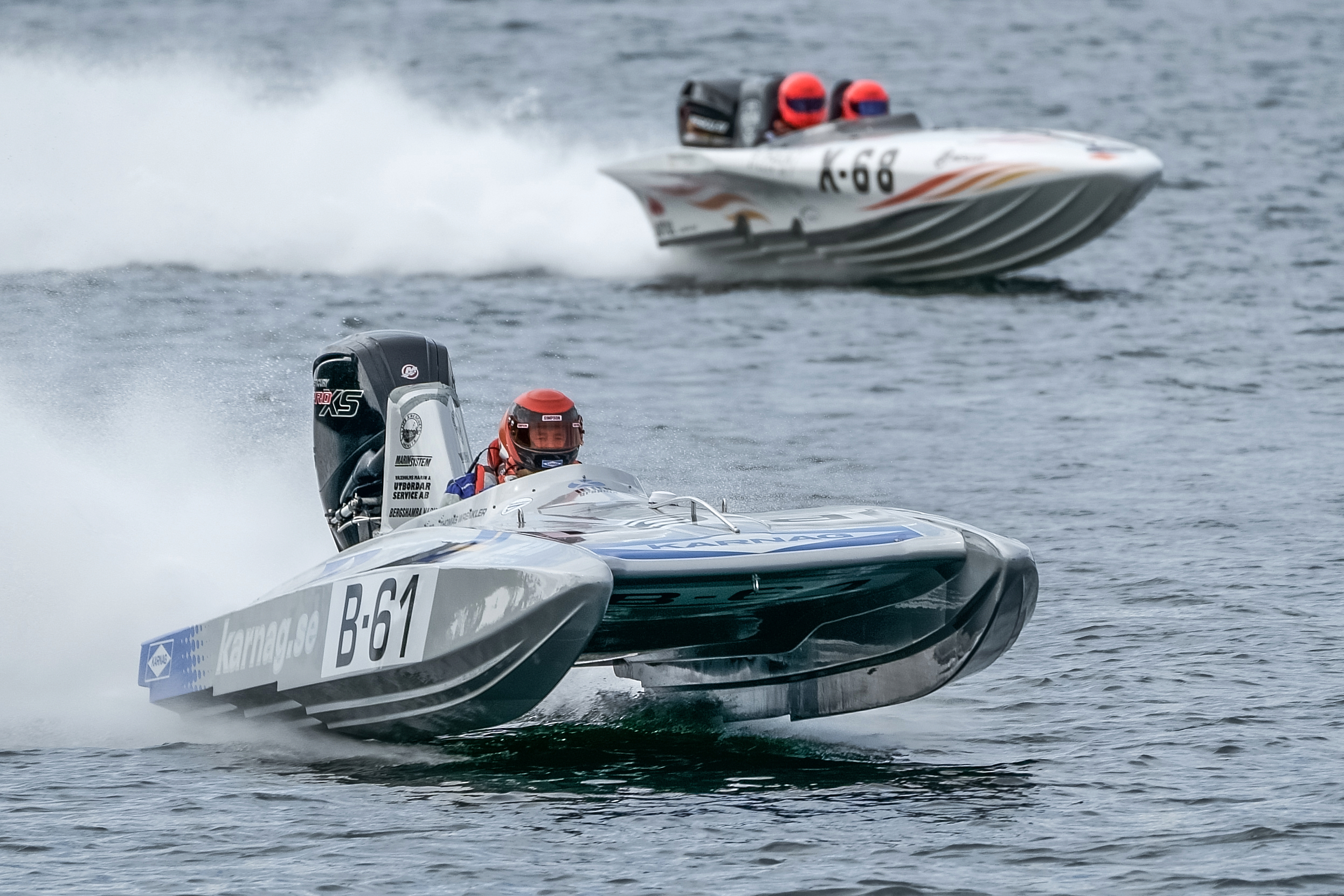
Saltsjöloppet 2018